# Ruínas de São Domingos
Ruínas de San Domingos é como são chamadas as ruínas de um convento localizado em Pontevedra, Galiza, e que foram declaradas Bem de Interesse Cultural em 1895.

## História

### Primeiros anos
Estas são as mais velhas entre todas as construções do Museu de Pontevedra. As únicas seções das construções originais que permanecem conservadas são a abside principal, formada por cinco absides (excepcional na arquitetura gótica galega), parte da parede sul da igreja e a entrada da sala do capítulo do convento de São Domingos. Este foi fundado em torno de 1282, mas o trabalho no edifício conservado só começou depois de 1383, continuando através do século XV.

### 1836-1880

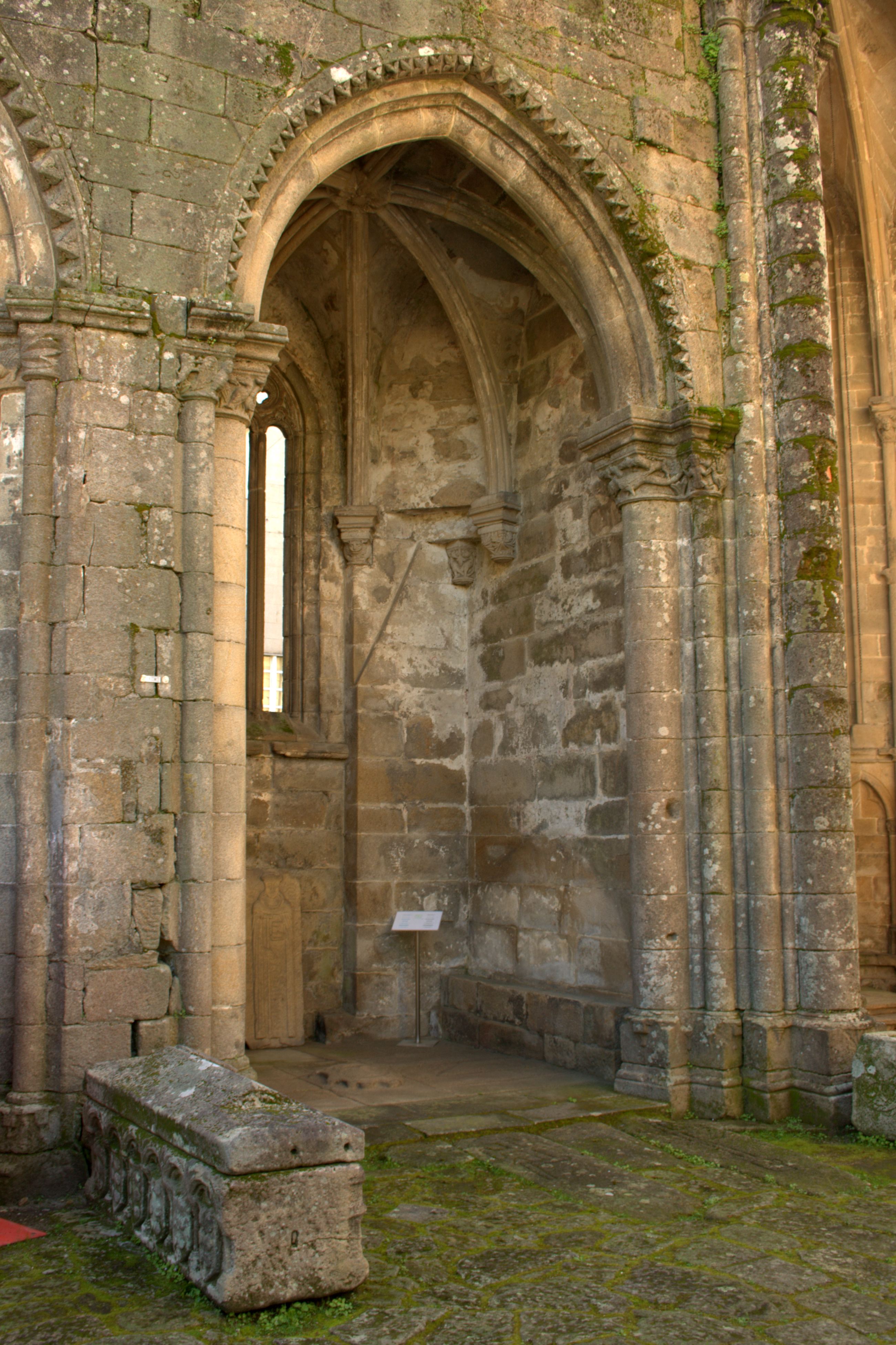

Seguindo a introdução da lei de exclaustração, o convento foi fechado em 8 de dezembro de 1836 e passado para a "Junta de Enajenación de Edificios y Efectos de los Conventos Suprimidos de la Provincia de Pontevedra" (corpo confiado com a Dissolução e Confisco de Conventos e Propriedades de Conventos da Província de Pontevedra), e então passado como Asilo ao Conselho Municipal, que recebeu a edificação em maio de 1840. Apesar de ser ocupado sucessivamente como prisão feminina, um hospício até 1869, quando foi transferido para Santa Clara, uma escola infantil, bem como outras atividades designadas pelo Conselho Municipal, a construção gradualmente deteriorou-se até cair em ruínas, e em torno de 1846 alguns de seus materiais estavam a ser usados para calçar ruas. Em 1864 uma capela foi demolida, e entre 1869 e 1870 a parte superior da torre, localizada no canto sudeste, foi demolida.
Em 12 de março de 1874 o Conselho Municipal, presidido por Fermín Brey, decidiu dar outra permissão com o fim de demolir completamente a construção e estender a propriedade até o terreno de feiras. Esta permissão foi aprovada pelo Governador Civil e Presidente da Comissão Provincial de Minumentos, mas sob a condição de que a parte correspondente à velha igreja e outros elementos de interesse fossem conservados.

### 1880-1947
Em julho de 1880 um acordo foi feito para demolir a igreja completamente. Esta decisão levou José Casal y Lois, um membro da Comissão de Monumentos, a intervir em outubro no nome de outras ilustres figuras de Pontevedra, frente ao Governador Filiberto Abelardo Díaz, que ordenou o Prefeito Alejandro Abreu a interromper o trabalho de demolição. Este trabalhado, entretanto, continuou, levando a mais reações. Outra tentativa foi feita em 1886 para demolir as ruínas, mas falhou mais uma vez devido a pressão de numerosas figuras importantes de Pontevedra, e particularmene à oposição da Comissão Provincial de Monumentos.
Salvo da demolição, o lugar foi declarado Monumento Nacional pela lei em 14 de agosto de 1895, que estipulou que a Comissão de Monumentos iria tomar o controle da edificação e que o Ministério do Desenvolvimento iria implementar "as normas apropriadas para garantir sua conservação, decoração e guarda", exatamente um ano após a fundação da Sociedade Arqueológica de Pontevedra, presidida por Casto Sampedro y Folgar, em 15 de agosto de 1894. Esta Sociedade selecionou a construção para futura sede do planejado Museu em um encontro realizado no dia anterior no escritório do presidente. A escolha foi feita entre três construções formando o claustro de São Francisco e o térreo do Colegio de la Compañía, hoje a edificação "Sarmiento".
Em 1903, quando iniciou-se o trabalho no Instituto ocupando parte das Ruínas, a Sociedade Arqueológica solicitou locais no piso térreo do Instituto para abrigar as coleções que seriam exibidas na segunda seção do Museu, localizado em uma área pertencente ao Governo Provincial. A Sociedade recebeu uma concessão para usar essa área em 1905, apesar de que apenas recebeu um cômodo assim que a construção foi completada, e este foi trocado por um pequeno pátio em 1945, quando os arcos decorativos da sala do capítulo do velho convento foram construúidos, doados pelos herdeiros de Augusto González Besada, e para parte do porão então usado para exibir a coleção de epigrafia. Este trabalho foi concluído em 1947.

## Galeria

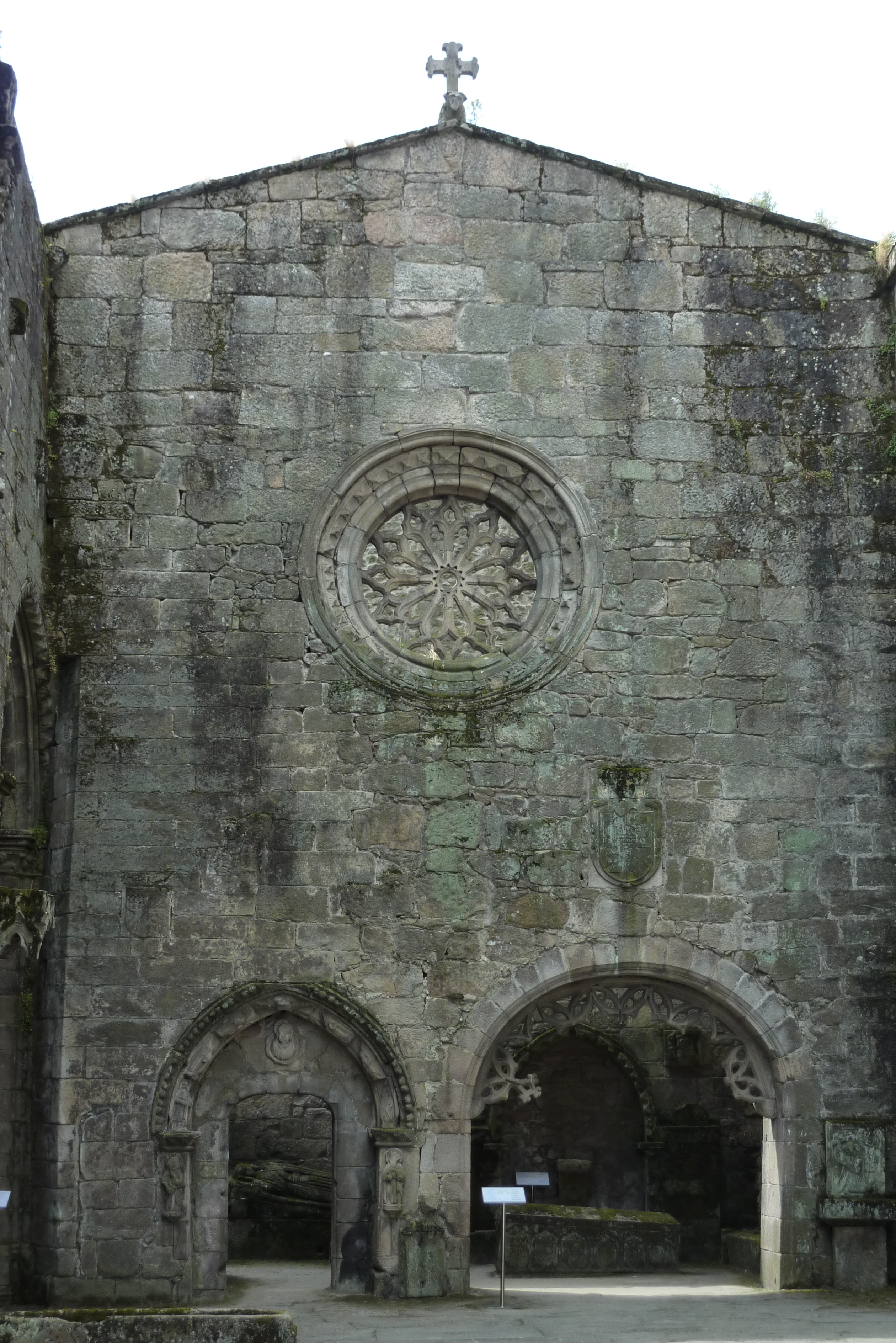
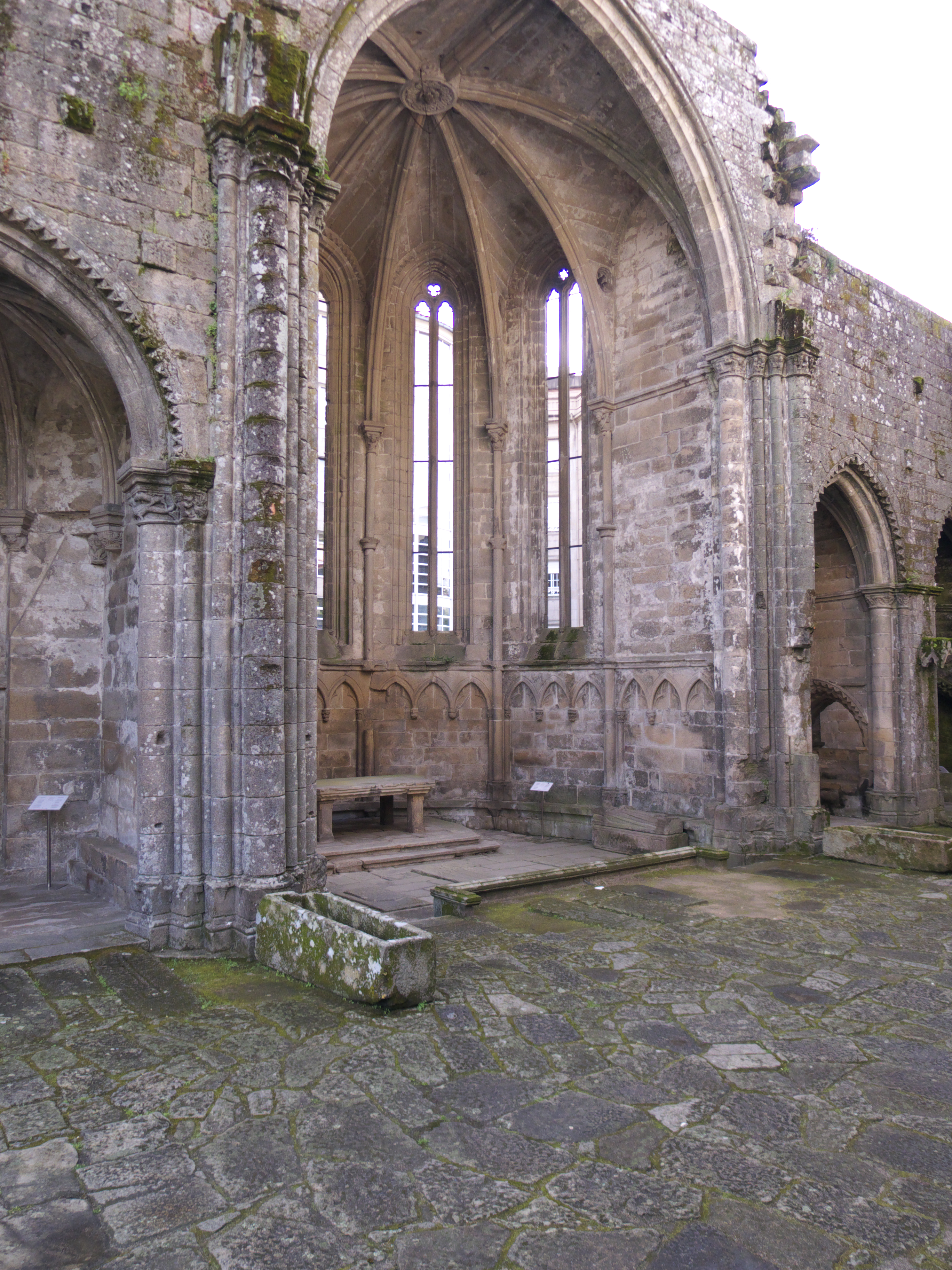
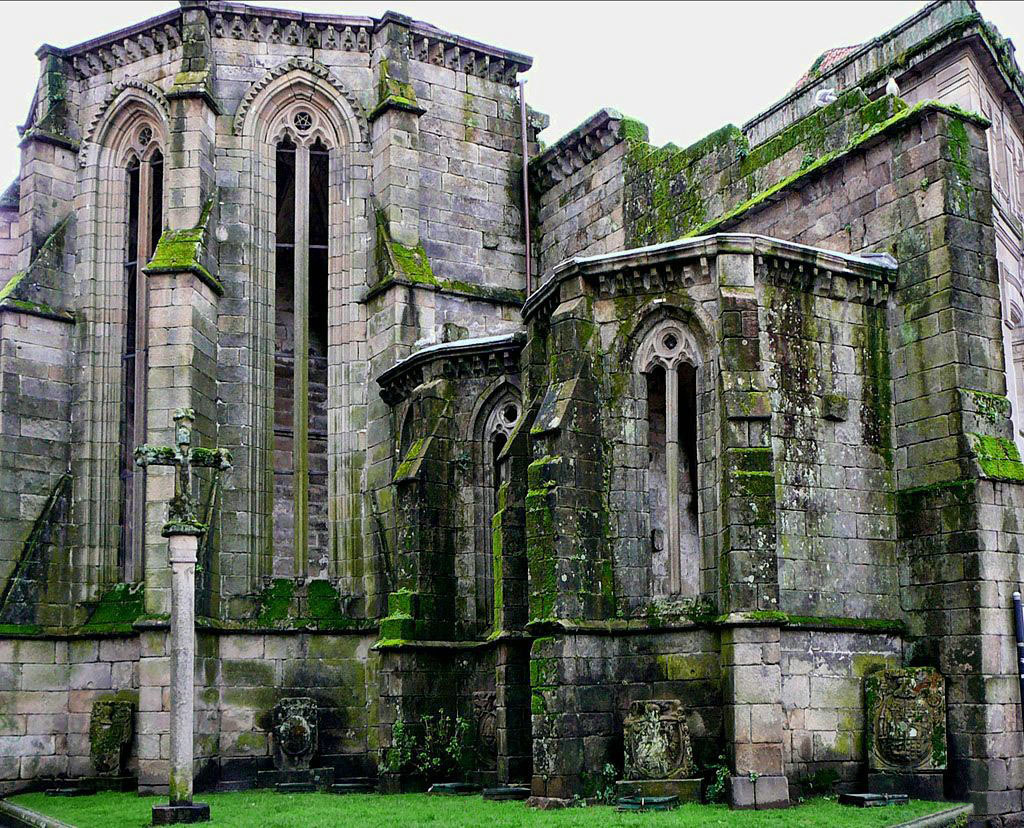
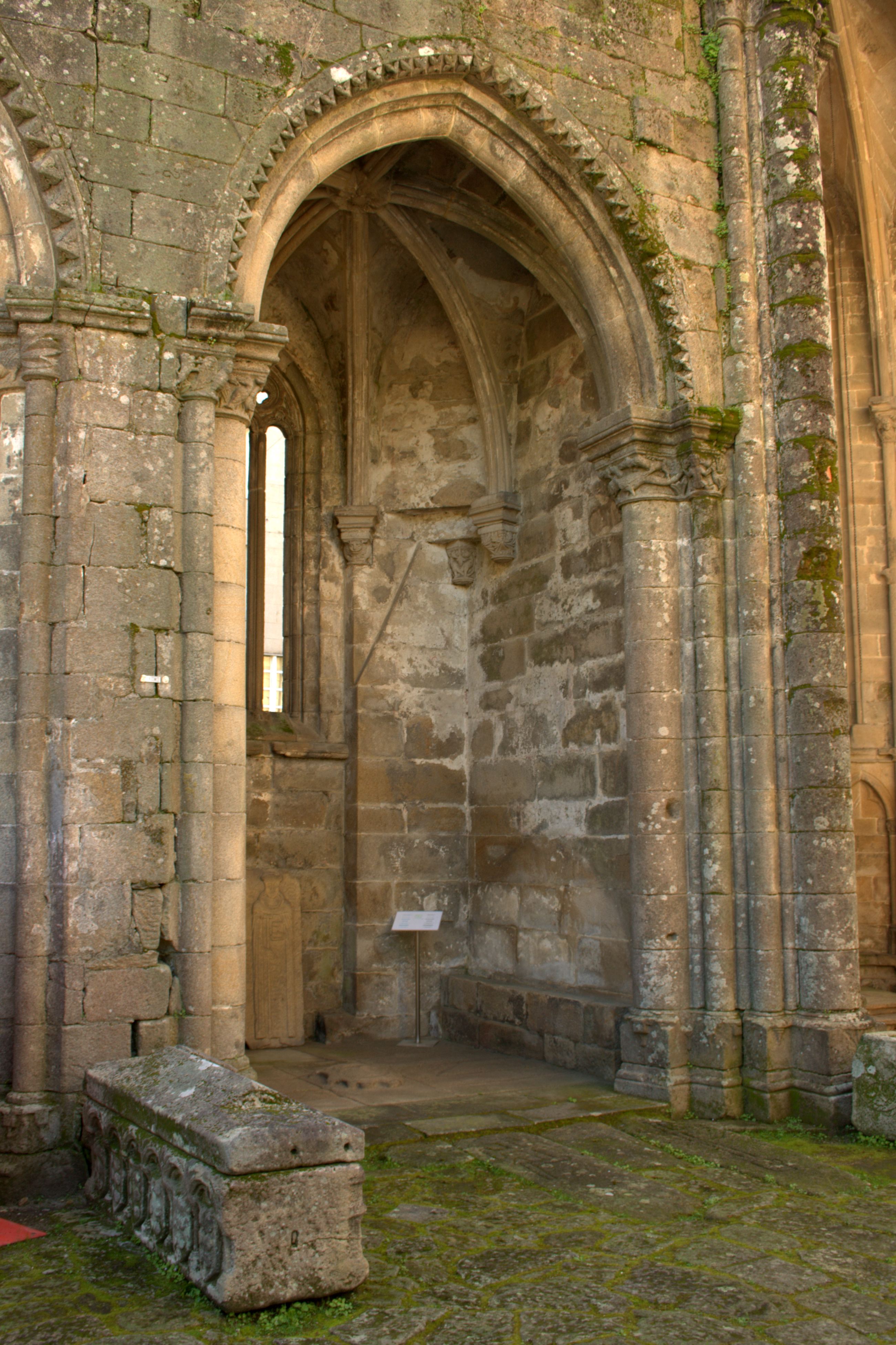

### Outros artigos
- Gran Vía de Montero Ríos